# Société sportive de Nilvange
 (septembre 2017).
Si vous disposez d'ouvrages ou d'articles de référence ou si vous connaissez des sites web de qualité traitant du thème abordé ici, merci de compléter l'article en donnant les références utiles à sa vérifiabilité et en les liant à la section « Notes et références ».
La Société sportive de Nilvange ou SS Nilvange est un club de basket-ball français basé à Nilvange, aujourd'hui disparu.

## Histoire
Le club a appartenu pendant 4 saisons à l'élite du championnat de France, pour un bilan de 10 victoires, 2 matchs nuls et 60 défaites en 72 matchs.
Lors de la saison 1972-1973, l'américain Bob Thate inscrira 38,9 points de moyenne sur la saison, un record en élite française. Il a également marqué 63 points contre Antibes soit la 3e performance sur un match de l'histoire du championnat de France. De plus, il est le premier joueur à avoir marqué plus de 50 points à 4 reprises. À l'issue de la saison 1972-1973, Bob Thate a rejoint le club de Caen, où il n'a plus connu la même réussite.
Lors de la saison 1971-1972 de Nationale 2, il marque 74 points contre Sochaux lors d'une victoire 139 à 101 le 18 décembre 1971.
Historiquement, la SS Nilvange disposait de deux salles : une au Konacker dédiée à l'entraînement des équipes de jeunes et la mythique salle de la rue de la Moselle, baptisée récemment "Albert Bassetto", en hommage au meilleur de ses joueurs, longtemps capitaine de l'équipe première masculine.

## Palmarès
- Champion de France de Deuxième division : 1933

## Entraîneurs successifs
Pour les saisons passées en Nationale, Nationale 1
- 1951-1954 : Laszlo Rebay
- 1955-1956 : Pierre Conter
- 1957-1960 : Jean-Pierre Dida
- 1965-1966 : Robert Ostertag
- 1972-1973 : Roland Erbel (Après 8 matchs (0V-8D), en désaccord avec l'équipe il est remplacé par le joueur Gérard Kulinicz mais revient après 2 matchs (0V-2D))

## Joueurs célèbres ou marquants
- Jean-Claude Bonato
- Jean-Pierre Conter
- Jean-Marc Conter
- Jean-Paul Taget
- Bob Thate
- Jerry Clukey
- René Fruitier
- Frédéric Weis
- Albert Bassetto
- Yves Gachet
- Thimothée Sorel